# Reinhardt
Reinhardt is het vierde stripalbum uit de reeks De torens van Schemerwoude. Het vierde deel verscheen bij uitgeverij Arboris in 1987. Het album is geschreven en getekend door Hermann Huppen.

## Inhoud
In het vierde deel van de reeks vergezelt Aymar van Schemerwoude de pelgrims op hun terugtocht naar Frankrijk. Onderweg ontmoetten zij een mysterieus meisje en ridder Reinhardt, die terugkeert uit Moorse gevangenschap. Reinhardt heeft haast en wordt bedreigd door zijn jongere broer en diens handlangers. Zij willen zich immers meester maken van het ouderlijk leengoed. Reinhardt wordt geholpen door heer Aymar van Schemerwoude en na een barre tocht door een uiterst onherbergzaam gebied vindt de uiteindelijke afrekening plaats, waarna Reinhardt en Aymar ieder hun eigen tocht voortzetten.